# Chińczycy w Tajlandii

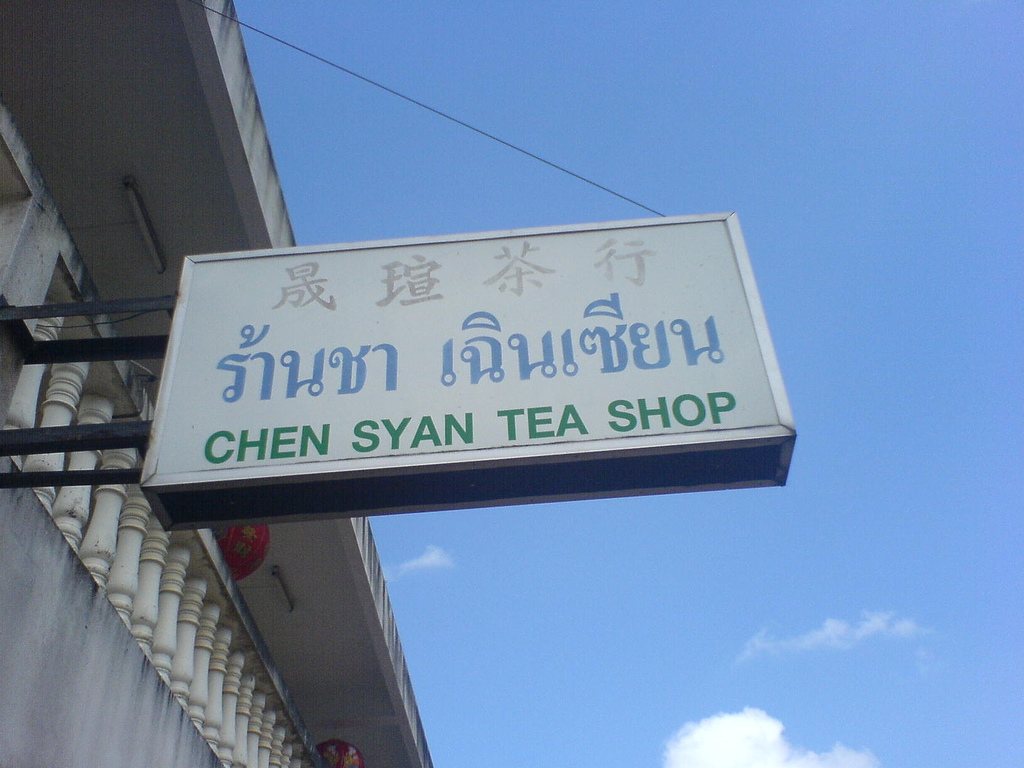
Szyld herbaciarni w Tajlandii

Chińczycy w Tajlandii – obywatele tajscy pochodzenia chińskiego. Według oficjalnych statystyk około 6 milionów osób, czyli 14% obywateli tajskich przyznaje się do pochodzenia chińskiego. Ponad połowa (56%) tajskich Chińczyków wywodzi się z prefektury miejskiej Chaozhou w prowincji Guangdong. Związana jest z tym także dominacja dialektu teochew wśród diaspory chińskiej w Tajlandii. Inne grupy zaliczają się do Hakka (16%) lub są potomkami imigrantów z Hajnanu (11%). Większość z Chińczyków osiadłych w Tajlandii dobrze włada językiem tajskim, ograniczając użycie dialektów chińskich do użytku domowego.
Wielu z nich pochodzi z mieszanych małżeństw tajsko-chińskich, wykazując wysoki poziom asymilacji kulturowej.

## Religia
Nowi imigranci z Chin wyznawali buddyzm mahajana oraz taoizm, wielu z nich przechodziła stopniowo na dominujący w Tajlandii buddyzm therawada, niekiedy łącząc z nim ludowe praktyki chińskie, zwłaszcza obchody ważniejszych świąt chińskich takich jak chiński Nowy Rok czy Qingmingjie.